# Carlos Augusto
Carlos Augusto Zopolato Neves (* 7. ledna 1999), známý jako Carlos Augusto, je brazilský fotbalista, který hraje jako záložník nebo obránce za Inter Milán a brazilskou reprezentaci. Za Inter Milán hraje od roku 2024, předtím působil v Corinthians a Monze.

## Reprezentační kariéra
Carlos Augusto byl zařazen do výběru Brazílie U20 pro Mistrovství Jižní Ameriky U20 2019.
Dne 17. října 2023 debutoval za seniorskou reprezentaci.